# اندیس حوالی مرنو
حوالی مرنو یک اندیس غیرفلزی است که در حوالی شهر جام استان سمنان قرار دارد و مادهٔ معدنی موجود در آن، باریت است.سنگ میزبان این اندیس آندزیت است  